# Distretto di Shortepa
Il distretto di Shortepa è un distretto dell'Afghanistan appartenente alla provincia di Balkh. Viene stimata una popolazione di 20 003 abitanti (stima 2016-17).